# Kulturgeographie
Die Kulturgeographie ist ein Teilbereich der Geographie. Der Begriff wird einerseits als Überbegriff für den gesamten sozial- und kulturwissenschaftlichen Bereich der Geographie verwendet (als Synonym für Humangeographie bzw. Anthropogeographie). Andererseits werden mit dem Begriff auch spezifischere Ansätze bezeichnet, die sich in eine traditionelle und eine neuere Kulturgeographie differenzieren lassen.

## Traditionelle Kulturgeographie im 19. und frühen 20. Jahrhundert
In der Geographie des 19. Jahrhunderts wurde "Kultur" als etwas Wesenhaftes gedacht, das identifizierbar und für die Geographie abgrenzbar sei. Dabei wurde diese "Kulturgeographie" der  "Physischen Geographie" (bzw. Naturgeographie") gegenübergestellt. Wie auch in der traditionellen Geographie im angloamerikanischen Raum weit verbreitet, wurde unter dem Begriff Kulturgeographie die Untersuchung der Wechselwirkung zwischen Mensch/Gesellschaft und Landschaft/Umwelt im Sinne Carl Ortwin Sauers (1889–1975) gefasst (in Europa waren  Otto Schlüter sowie Paul Vidal de la Blache zentrale Autoren einer traditionellen Kulturgeographie): Zentrale Konzepte dieser traditionellen Kulturgeographie waren  die "Kulturlandschaft" sowie großräumiger konzeptualisierte "Kulturräume".
In der zweiten Hälfte des 20. Jahrhunderts trat der Kulturbegriff  allerdings gegenüber sozialwissenschaftliche Konzepten im engeren Sinne zunehmend in den Hintergrund – anstelle von Kulturgeographie wurde jetzt eher von Human- oder von Wirtschafts- und Sozialgeographie gesprochen.

## Eine "neue" Kulturgeographie seit den 2000er Jahren
Im Kontext der gesellschaftlichen und wissenschaftlichen Aufbrüche in den 1960er Jahren gerieten die traditionellen Ansätze der Kulturgeographie in Kritik. Mit dem Bedeutungsgewinn funktionalistischer, quantitativ-messender und gesellschaftskritischer Ansätze in den 1970er Jahren verloren die traditionellen Kulturbegriffe und damit letztlich die Konzepte und Paradigmen der traditionellen Kulturgeographie an Bedeutung. Die „Renaissance“ kulturgeographischer Ansätze seit den 2000er Jahren unter dem Label einer „Neuen Kulturgeographie“ muss daher eher als eine Neubegründung kulturgeographischen Denkens, denn als eine Fortführung der traditionellen Kulturgeographie verstanden werden.
Im Zuge der Rezeption von poststrukturalistischen Ansätzen und des cultural turn, die darauf hinweisen, dass alle sozialen Kategorien letztlich durch die Gesellschaft gemacht (Konstruktivismus) und damit auch veränderbar sind, erleben Teile der Humangeographie seit den 1990er Jahren eine konzeptionelle Neuorientierung unter dem Begriff der „Neuen Kulturgeographie“. Die „Neue Kulturgeographie“ oder new cultural geography versteht sich dabei weniger als eine spezifische Teildisziplin der Humangeographie, sondern in erster Line als übergeordnete Perspektive, die auf die Gemachtheit von Geographien abzielt, sich also dafür interessiert, welche Rolle die Produktion bestimmter Räume in der Produktion bestimmter gesellschaftlicher Wirklichkeiten spielt.
Die Rezeption und Anwendung kulturtheoretischer Überlegungen macht den Kern der „Neuen Kulturgeographie“ aus – hier durchaus vergleichbar mit der Entwicklung der new cultural geography. Die deutschsprachige Neue Kulturgeographie zeichnet sich allerdings durch einige Spezifika aus: So zeigt sich erstens eine große Nähe und ein enger Austausch zwischen kulturgeographischen und „kritisch-machtsensiblen“ Ansätzen, zum Beispiel in der personellen und konzeptionellen Verbindung der Renaissance politisch-geographischer Arbeiten mit der Neuen Kulturgeographie (vgl. Reuber/Wolkersdorfer 2001). Zweitens war und ist die deutschsprachige Diskussion in hohem Maße von Fragen der methodologischen Innovation geprägt worden (bspw. Sahr 2003) – d. h. den Fragen danach, wie die neue theoretische Orientierung auf die Herstellung von Bedeutungen und von sozialen Wirklichkeiten angemessen methodisch umgesetzt werden kann. Besonders einflussreich waren dabei die Überlegungen zu einer geographischen Diskursforschung (Glasze und Mattissek 2009; Schlottmann und Miggelbrink 2015; Baumann, Tijé-Dra und Winkler 2015). Und drittens sind die Debatten in der Neuen Kulturgeographie spätestens seit Mitte der 2000er Jahre geprägt von einer konzeptionellen Auseinandersetzung mit körperlichen Praktiken, materiellen Artefakten und Techniken sowie deren Rolle für die Herstellung bestimmter Geographien und bestimmter sozialer Wirklichkeiten. Die Neue Kulturgeographie ist damit auch zu einem Forum geworden, in dem um einen Kulturbegriff gerungen wird, der im Sinne der Debatte um „more than representational geographies“ einen bedeutungsorientierten Kulturbegriff weiterführt (bspw. Strüver 2011). Er fragt danach, wie Körperlichkeit, Affekte, Artefakte und Techniken (bspw. Schurr 2014) in der Konzeption und der Erforschung von Prozessen von Geographien berücksichtigt werden können, ohne dabei in deterministische Argumentationen (zurück) zu fallen.